# Reproductor de multimedia portátil
Un reproductor de multimedia portátil (PMP por sus siglas en inglés) es un dispositivo electrónico de consumo portátil capaz de almacenar y reproducir medios digitales como archivos de audio, imágenes y video.  Los datos generalmente se almacenan en un disco compacto (CD), un disco de video digital (DVD), un disco Blu-ray (BD), una memoria flash, un microdrive o un disco duro; la mayoría de los PMP anteriores usaban medios físicos, pero los reproductores modernos usan principalmente memoria flash. Por el contrario, los reproductores de audio portátiles analógicos reproducen música de medios no digitales que utilizan almacenamiento de señal analógica, como cintas de casete o discos de vinilo.
En el pasado, los reproductores de audio digital (DAP) a menudo se comercializaban y vendían como "reproductores de MP3", incluso si también admitían otros formatos de archivo y tipos de medios.  El término PMP se introdujo más tarde para los dispositivos que tenían capacidades adicionales, como la reproducción de video. En general, son portátiles, empleando baterías internas o reemplazables, equipados con un conector para auriculares de 3.5 mm en el que los usuarios pueden enchufar auriculares o conectarlos a un boombox o sistema estéreo de estante, o pueden conectarse a estéreos de automóviles y domésticos a través de una conexión inalámbrica como Bluetooth. Algunos reproductores también incluyen sintonizadores de radio FM, grabación de voz y otras características.
Los DAP comenzaron a fines de la década de 1990 luego de la creación del códec MP3 en Alemania. Los dispositivos de reproducción de MP3 fueron en su mayoría iniciados por empresas emergentes de Corea del Sur, que en 2002 controlarían la mayoría de las ventas mundiales.  Sin embargo, la industria finalmente sería definida por el popular iPod de Apple. El aumento de las ventas de teléfonos inteligentes y tabletas ha llevado a una disminución en las ventas de PMP y DAP, lo que lleva a que la mayoría de los dispositivos se eliminen gradualmente, aunque ciertos dispositivos emblemáticos como el iPod Touch y Sony Walkman todavía están en producción. Los reproductores portátiles de DVD/BD todavía son fabricados por marcas de todo el mundo.

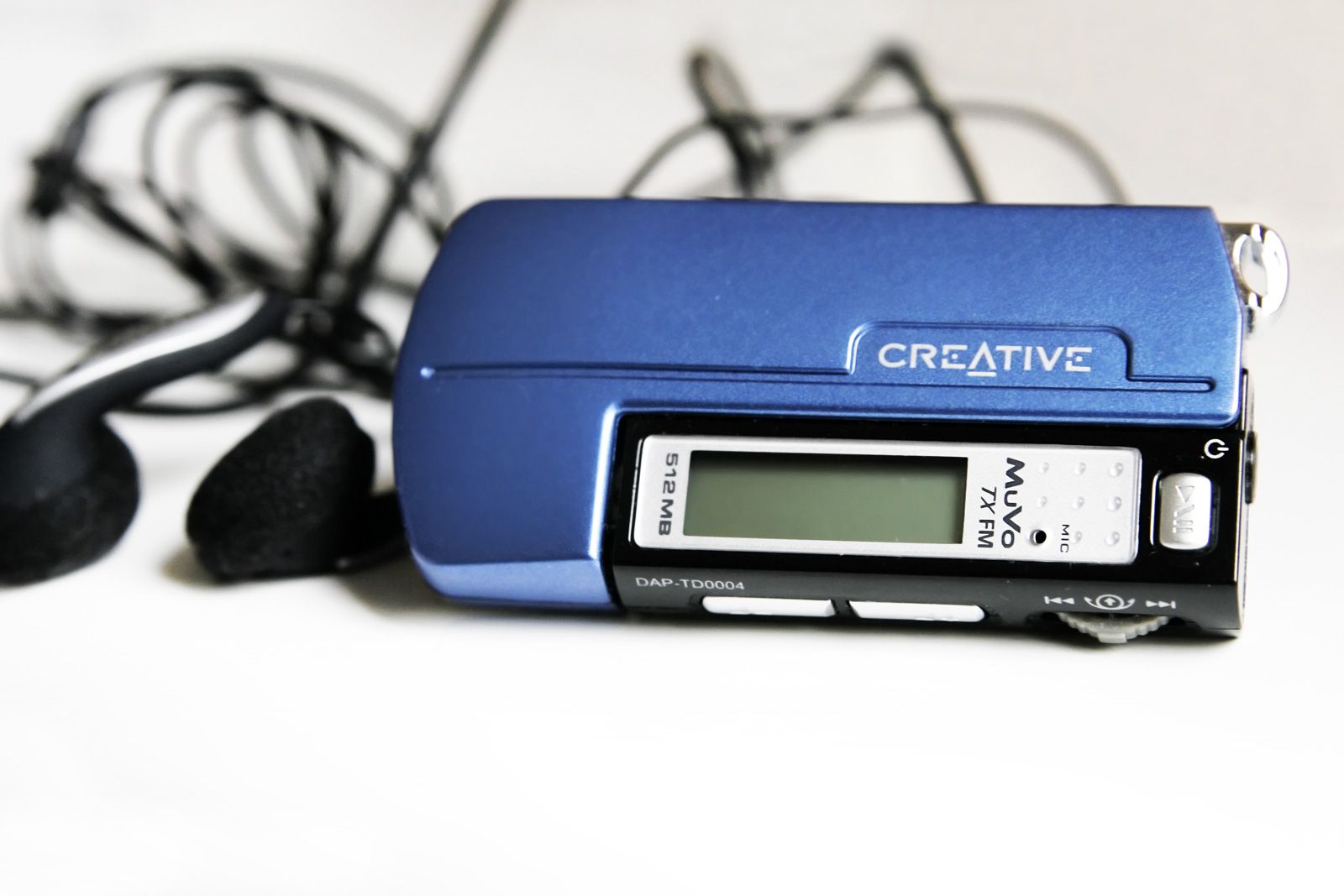
Un reproductor basado en flash (Creative MuVo)

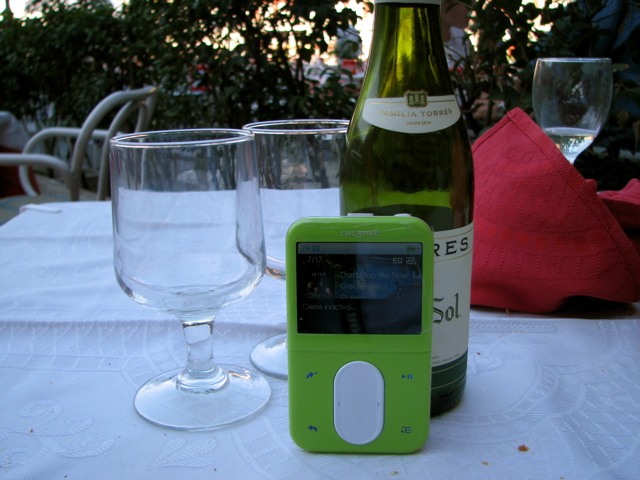
Un reproductor integrado basado en disco duro(Creative ZEN Vision:M)

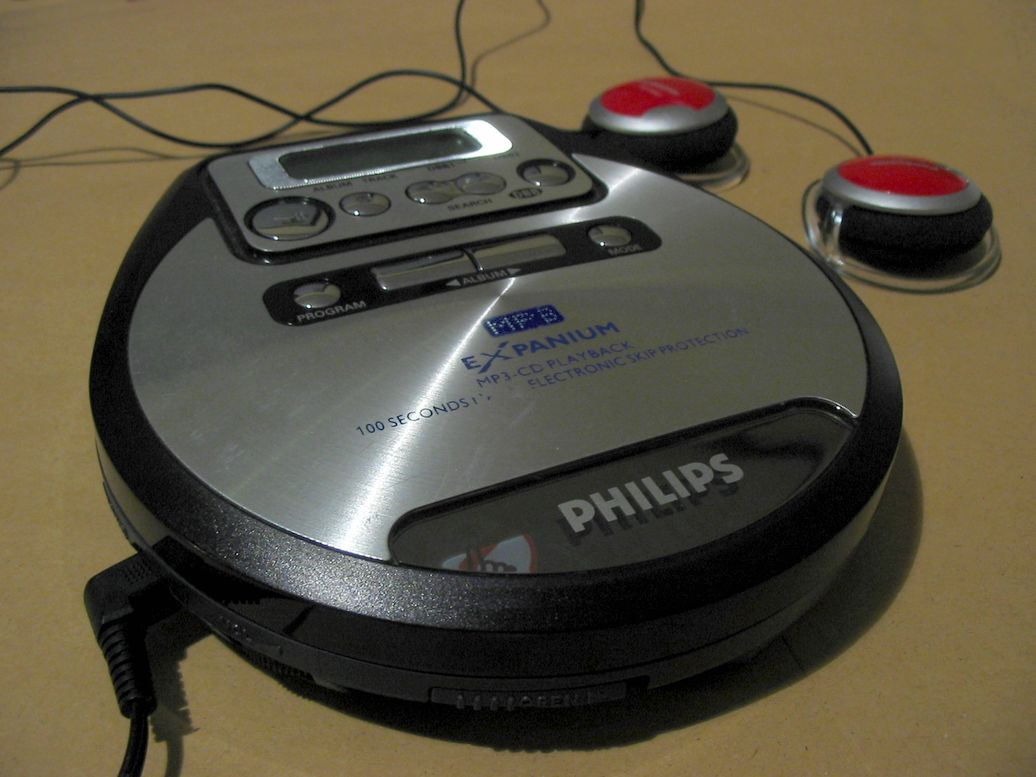
Un reproductor de CD MP3 (Philips Expanium)

Los reproductores de audio digital generalmente se clasifican por medios de almacenamiento:
- Reproductores basados en flash: estos son dispositivos de estado sólido no mecánicos que contienen archivos de audio digital en una memoria flash interna o en medios flash extraíbles llamados tarjetas de memoria. Debido a los avances tecnológicos en la memoria flash, estos dispositivos originalmente de bajo almacenamiento ahora están disponibles comercialmente con una capacidad de hasta 128 GB. Debido a que son de estado sólido y no tienen partes móviles, requieren menos energía de la batería, es menos probable que salten durante la reproducción y pueden ser más resistentes a peligros como caídas o fragmentación que los reproductores basados en disco duro. Algunos de estos pueden tener el mismo estilo que las unidades flash USB.
- Reproductores basados en disco duro o jukeboxes digitales: Dispositivos que leen archivos de audio digital desde una unidad de disco duro (HDD). Estos reproductores tienen mayores capacidades a 2010  que van hasta 500 GB.[7] A velocidades de codificación típicas, esto significa que se pueden almacenar decenas de miles de canciones en un reproductor. Las desventajas de estas unidades es que un disco duro consume más energía, es más grande y pesado y es inherentemente más frágil que el almacenamiento de estado sólido, por lo que se requiere más cuidado para no dejar caer o manipular estas unidades.
- Reproductores de CD MP3/DVD: reproductores de CD portátiles que pueden decodificar y reproducir archivos de audio MP3 almacenados en CD. Dichos reproductores solían ser una alternativa menos costosa que el disco duro o los reproductores basados en flash cuando se lanzaron las primeras unidades de estos. Los CD-R vírgenes que utilizan son muy económicos, por lo general cuestan menos de 0,15 dólares por disco. Estos dispositivos tienen la característica de poder reproducir CD de audio CD-DA estándar "Libro rojo". Una desventaja es que, debido a la baja velocidad de rotación del disco de estos dispositivos, son aún más susceptibles a saltos u otras lecturas erróneas del archivo si se someten a una aceleración desigual (sacudida) durante la reproducción. Sin embargo, la mecánica del reproductor en sí puede ser bastante sólida y, por lo general, no es tan propensa a sufrir daños permanentes debido a caídas como los reproductores basados en disco duro. Dado que un CD generalmente puede contener solo alrededor de 700 megabytes de datos, una biblioteca grande requerirá varios discos para contener. Sin embargo, algunas unidades de gama alta también son capaces de leer y reproducir archivos almacenados en DVD de mayor capacidad; algunos también tienen la capacidad de reproducir y mostrar contenido de video, como películas. Una consideración adicional puede ser el ancho relativamente grande de estos dispositivos, ya que tienen que poder acomodar un CD.
- Reproductores de audio en red: reproductores que se conectan a través de una red (Wifi) para recibir y reproducir audio.[8] Estos tipos de unidades generalmente no tienen almacenamiento local propio y deben depender de un servidor, generalmente una computadora personal también en la misma red, para proporcionar los archivos de audio para su reproducción.
- Reproductores de audio con tarjeta de memoria / host USB: reproductores que dependen de unidades flash USB u otras tarjetas de memoria para leer datos.

## Historia
El predecesor inmediato en el mercado de los reproductores de audio digital fue el reproductor de CD y, antes de eso, el estéreo personal. En particular, el Walkman y el Discman de Sony son los ancestros de los reproductores de audio digital como el iPod de Apple.
Hay varios tipos de reproductores MP3:
- Dispositivos que reproducen CD. A menudo, se pueden usar para reproducir CD de audio y CD de datos caseros que contengan MP3 u otros archivos de audio digital.
- Dispositivos de bolsillo. Estos son dispositivos de estado sólido que contienen archivos de audio digital en medios internos o externos, como tarjetas de memoria. Por lo general, se trata de dispositivos con poco almacenamiento, que suelen oscilar entre 128 MB y 1 GB, que a menudo se pueden ampliar con memoria adicional. Como son de estado sólido y no tienen partes móviles, pueden ser muy resistentes. Dichos reproductores generalmente están integrados en unidades de memoria USB.
- Dispositivos que leen archivos de audio digital desde un disco duro. Estos reproductores tienen capacidades superiores, que van desde 1,5 GB hasta 100 GB, según la tecnología del disco duro. A velocidades de codificación típicas, esto significa que se pueden almacenar miles de canciones, tal vez una colección de música completa, en un reproductor de MP3. El popular reproductor iPod de Apple es el ejemplo más conocido.

### Primeros reproductores de audio digital
El científico británico Kane Kramer inventó el primer reproductor de audio digital, al que llamó IXI. Sus prototipos de 1979 eran capaces de reproducir aproximadamente una hora de audio, pero no entraron en producción comercial. Su solicitud de patente en el Reino Unido no se presentó hasta 1981 y se emitió en 1985 en el Reino Unido y en 1987 en los EE. UU. Sin embargo, en 1988, el hecho de que Kramer no recaudara las 60.000 libras esterlinas necesarias para renovar la patente significó que pasara al dominio público, pero aún posee los diseños. Apple Inc. contrató a Kramer como consultor y presentó su trabajo como un ejemplo del estado de la técnica en el campo de los reproductores de audio digital durante su litigio con Burst.com casi dos décadas después.  En 2008, Apple reconoció a Kramer como el inventor del reproductor de audio digital El reproductor era tan grande como una tarjeta de crédito y tenía una pequeña pantalla LCD, botones de navegación y volumen y habría almacenado al menos 8 MB de datos en un chip de memoria de burbuja de estado sólido con una capacidad de 3 minutos y medio de audio. Se hicieron planes para una tarjeta de memoria estéreo de 10 minutos y el sistema se equipó en un momento con un disco duro que habría permitido más de una hora de música digital grabada. Más tarde, Kramer estableció una empresa para promover el IXI y se produjeron cinco prototipos de trabajo con muestreo de 16 bits a 44,1 kilohercios y el prototipo de preproducción se presentó en la exposición comercial APRS Audio/Visual en octubre de 1986. Sin embargo, en 1988, el hecho de que Kramer no recaudara las 60.000 libras esterlinas necesarias para renovar la patente significó que pasara al dominio público, pero aún posee los diseños.[cita requerida]
Listen Up Player fue lanzado en 1996 por Audio Highway, una compañía estadounidense dirigida por Nathan Schulhof. Podía almacenar hasta una hora de música, pero a pesar de obtener un premio en el CES de 1997, solo se hicieron 25 copias.  Ese mismo año, AT&T desarrolló el reproductor de audio digital FlashPAC que inicialmente usaba AT&T Perceptual Audio Coder (PAC) para la compresión de música, pero en 1997 cambió a AAC. Aproximadamente al mismo tiempo, AT&T también desarrolló un servicio interno de transmisión de música basado en la web que tenía la capacidad de descargar música a FlashPAC. AAC y tales servicios de descarga de música formaron más tarde la base para Apple iPod e iTunes.
El primer reproductor de audio digital portátil con volumen de producción fue The Audible Player (también conocido como MobilePlayer o Digital Words To Go) de Audible.com, disponible para la venta en enero de 1998 por 200 dólares. Solo admitía la reproducción de audio digital en el formato patentado de baja tasa de bits de Audible, que se desarrolló para grabaciones de palabras habladas. La capacidad estaba limitada a 4 MB de memoria flash interna, o aproximadamente 2 horas de juego, utilizando un paquete de baterías recargables personalizado. La unidad no tenía pantalla y controles rudimentarios.

### El estándar MP3
MP3 se introdujo como un estándar de codificación de audio en 1994. Se basó en varias técnicas de compresión de datos de audio, incluida la transformada de coseno discreta modificada (MDCT), FFT y métodos psicoacústicos. El primer reproductor de MP3 portátil fue lanzado en 1997 por Saehan Information Systems, que vendió su reproductor "MPMan F10" en partes de Asia en la primavera de 1998. A mediados de 1998, la empresa surcoreana autorizó los reproductores para su distribución en América del Norte a Eiger Labs, que los renombró como EigerMan F10 y F20. Los reproductores basados en flash estaban disponibles en 32 MB o 64 MB (6 o 12 canciones) de capacidad de almacenamiento y tenía una pantalla LCD para indicarle al usuario la canción que se estaba reproduciendo. El primer reproductor de MP3 basado en disco duro de audio para automóvil también fue lanzado en 1997 por MP32Go y se llamó MP32Go Player. constaba de 3 Disco duro GB IBM de 2,5" que estaba alojado en una carcasa montada en el maletero conectada al sistema de radio del coche. Se vendió al por menor por $ 599 y fue un fracaso comercial.

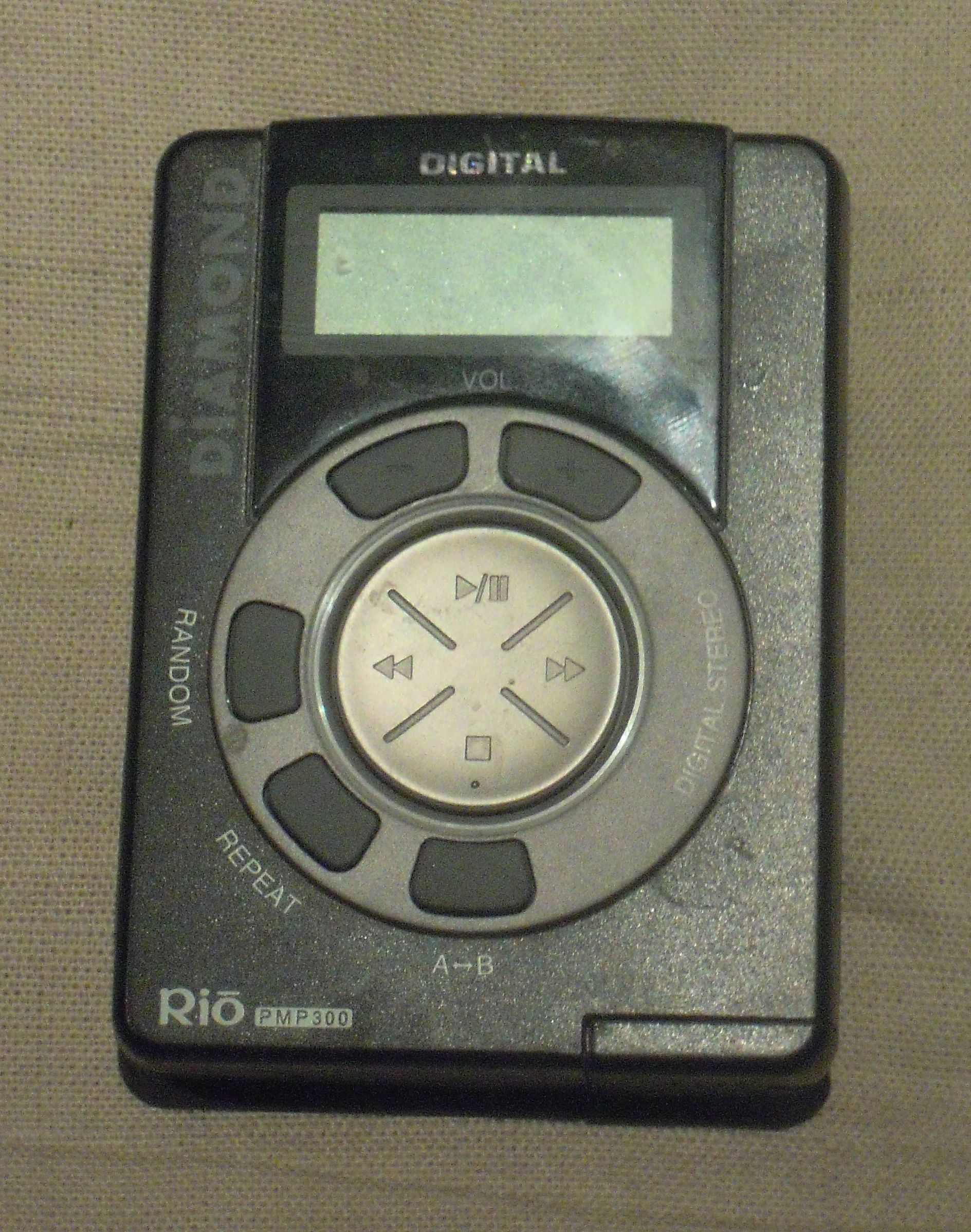
Rio PMP300, uno de los primeros DAP comercializados, reproduce música en formato MP3

El MP3 se convirtió en un formato estándar popular y, como resultado, la mayoría de los reproductores de audio digital posteriores lo admitieron y, por lo tanto, a menudo se los llamó "reproductores de MP3 ". Cabe destacar que las principales empresas de tecnología no se dieron cuenta de la nueva tecnología y, en cambio, las nuevas empresas jóvenes dominarían la primera era de los reproductores de MP3. El Rio PMP300 de Diamond Multimedia se presentó en septiembre de 1998, unos meses después del MPMan, y también presentaba una capacidad de almacenamiento de 32 MB. Fue un éxito durante la temporada navideña, con ventas que superaron las expectativas. Posteriormente, se estimuló el interés y la inversión en música digital.  Debido a la notoriedad del reproductor como objeto de una importante demanda, se supone erróneamente que Rio es el primer reproductor de audio digital. La RIAA pronto presentó una demanda alegando que el dispositivo instigó la copia ilegal de música, pero Diamond obtuvo una victoria legal sobre los hombros de Sony Corp. v. Universal City Studios y los reproductores de MP3 se consideraron dispositivos legales. Eiger Labs y Diamond continuaron estableciendo un nuevo segmento en el mercado de reproductores de audio portátiles y al año siguiente varios nuevos fabricantes ingresaron a este mercado. El jugador sería el comienzo de la línea de jugadores de Río.
Otros portátiles MP3 tempranos incluyen el Rave MP2100 de Sensory Science, el I-Jam IJ-100, el Creative Labs Nomad y el RCA Lyra Estos portátiles eran pequeños y livianos, pero solo tenían suficiente memoria para almacenar alrededor de 7 a 20 canciones a una tasa de compresión normal de 128 kbit/s. También usaron conexiones de puerto paralelo más lentas para transferir archivos de la PC al reproductor, necesario ya que la mayoría de las PC usaban los sistemas operativos Windows 95 y NT, que no tenían soporte nativo para conexiones USB. A medida que más usuarios migraron a Windows 98 en el año 2000, la mayoría de los reproductores hicieron la transición a USB. En 1999, se fabricó el primer DAP basado en disco duro que usaba una unidad portátil de 2,5", el Personal Jukebox (PJB-100) diseñado por Compaq y lanzado por Hango Electronics Co con 4,8 GB de almacenamiento, que contenía unas 1.200 canciones, e inventó lo que se llamaría el segmento jukebox de los portátiles de música digital. Este segmento finalmente se convirtió en el tipo dominante de reproductor de música digital.
También a finales de 1999 apareció el primer reproductor de MP3 integrado en el salpicadero. El Empeg Car y Rio Car (rebautizado después de que SONICblue lo adquiriera y lo agregara a su línea Rio de productos MP3) ofrecía a los reproductores varias capacidades que iban de 5 a 28 GB. Sin embargo, la unidad no tuvo el éxito esperado por SONICblue y se suspendió en el otoño de 2001.

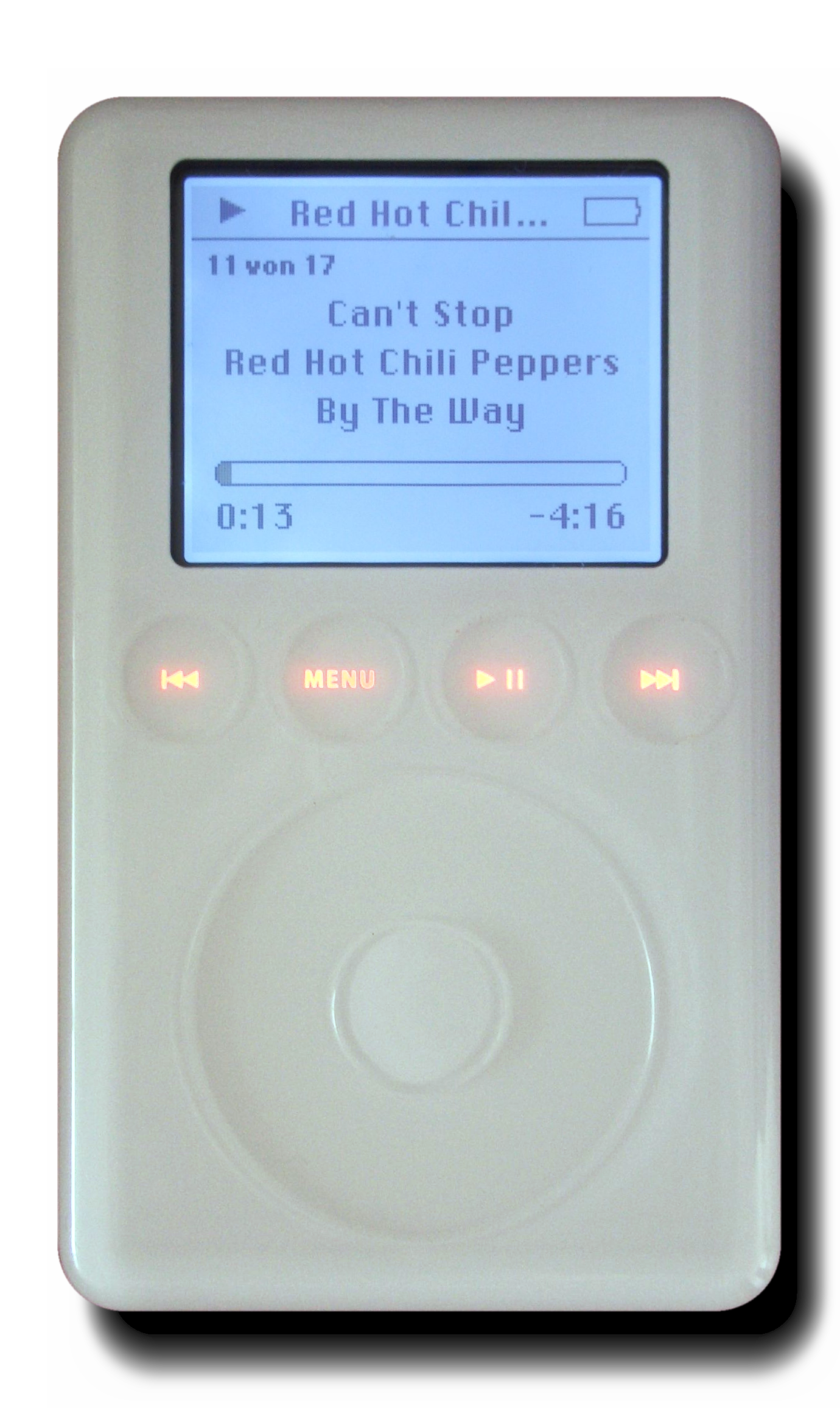
El iPod de tercera generación almacena archivos de audio en una unidad de disco duro en miniatura.

Durante los dos años siguientes, hubo una gran producción de empresas de Corea del Sur, a saber, las nuevas empresas iRiver (marca de Reigncom), Mpio (marca de DigitalWay) y Cowon. En su apogeo, estos fabricantes coreanos tenían hasta un 40% de participación en el mercado mundial de reproductores de MP3.  Sin embargo, estos fabricantes perdieron el rumbo después de 2004, ya que no lograron adaptarse a los nuevos iPod; también fueron superados por el gigante surcoreano Samsung Electronics en 2006. 
Sony ingresó al mercado de reproductores de audio digital en 1999 con Vaio Music Clip y Memory Stick Walkman, sin embargo, técnicamente no eran reproductores de MP3, ya que no admitían el formato MP3, sino el formato ATRAC y WMA de Sony. El primer reproductor Walkman compatible con MP3 de la compañía no llegó hasta 2004. Los nuevos reproductores Walkman se denominaron originalmente "Walkman de red", con la introducción del NW-MS7. Este DAP reproduce archivos de audio con compresión ATRAC almacenados en un Memory Stick extraíble. A lo largo de los años, se han lanzado varios DAP y PMP basados en disco duro y flash en la gama Walkman, aunque la compatibilidad con MP3 solo llegó en 2004.
Diseñado por Samsung Electronics, la línea Samsung YEPP se lanzó por primera vez en 1999 con el objetivo de fabricar los reproductores de música más pequeños del mercado. En 2000, Creative lanzó Creative NOMAD Jukebox con disco duro de 6 GB. El nombre tomó prestada la metáfora de la máquina de discos popularizada por Remote Solution, también utilizada por Archos. Los jugadores posteriores de la gama Creative NOMAD utilizaron microunidades en lugar de unidades de computadora portátil. En octubre de 2000, la empresa de software de Corea del Sur Cowon Systems lanzó su primer reproductor de MP3, el CW100, bajo la marca iAUDIO. Desde entonces, la compañía ha lanzado muchos reproductores diferentes. En diciembre de 2000, algunos meses después del NOMAD Jukebox de Creative, Archos lanzó su <i id="mwATI">Jukebox 6000</i> con un disco duro de 6GB. Philips también lanzó un reproductor llamado Rush. 
Si bien en ese momento se los llamaba popularmente reproductores de MP3, la mayoría de los reproductores podían reproducir más que solo el formato de archivo MP3, por ejemplo, Windows Media Audio (WMA), Advanced Audio Coding (AAC), Vorbis, FLAC, Speex y Ogg. Muchos reproductores de MP3 pueden codificar directamente a MP3 u otro formato de audio digital directamente desde una línea en la señal de audio (radio, voz, etc.) ). Los dispositivos como los reproductores de CD se pueden conectar al reproductor de MP3 (usando el puerto USB) para reproducir música directamente desde la memoria del reproductor sin el uso de una computadora.
Los reproductores MP3 keydrive modulares se componen de dos partes desmontables : la cabeza (o lector/grabador) y el cuerpo (la memoria). Se pueden obtener de forma independiente y se pueden actualizar (se puede cambiar la cabeza o el cuerpo; es decir, para agregar más memoria).

### Crecimiento del mercado
El 23 de octubre de 2001, Apple Computer presentó el iPod de primera generación, un 5 DAP basado en disco duro GB con un disco duro de 1,8" y una pantalla monocromática de 2". Con el desarrollo de una interfaz de usuario espartana y un factor de forma más pequeño, el iPod fue inicialmente popular dentro de la comunidad Macintosh. En julio de 2002, Apple presentó la actualización de segunda generación del iPod, que era compatible con computadoras con Windows a través de Musicmatch Jukebox. Los iPod se convirtieron rápidamente en el producto DAP más popular y lideraron el rápido crecimiento de este mercado a principios y mediados de la década de 2000.

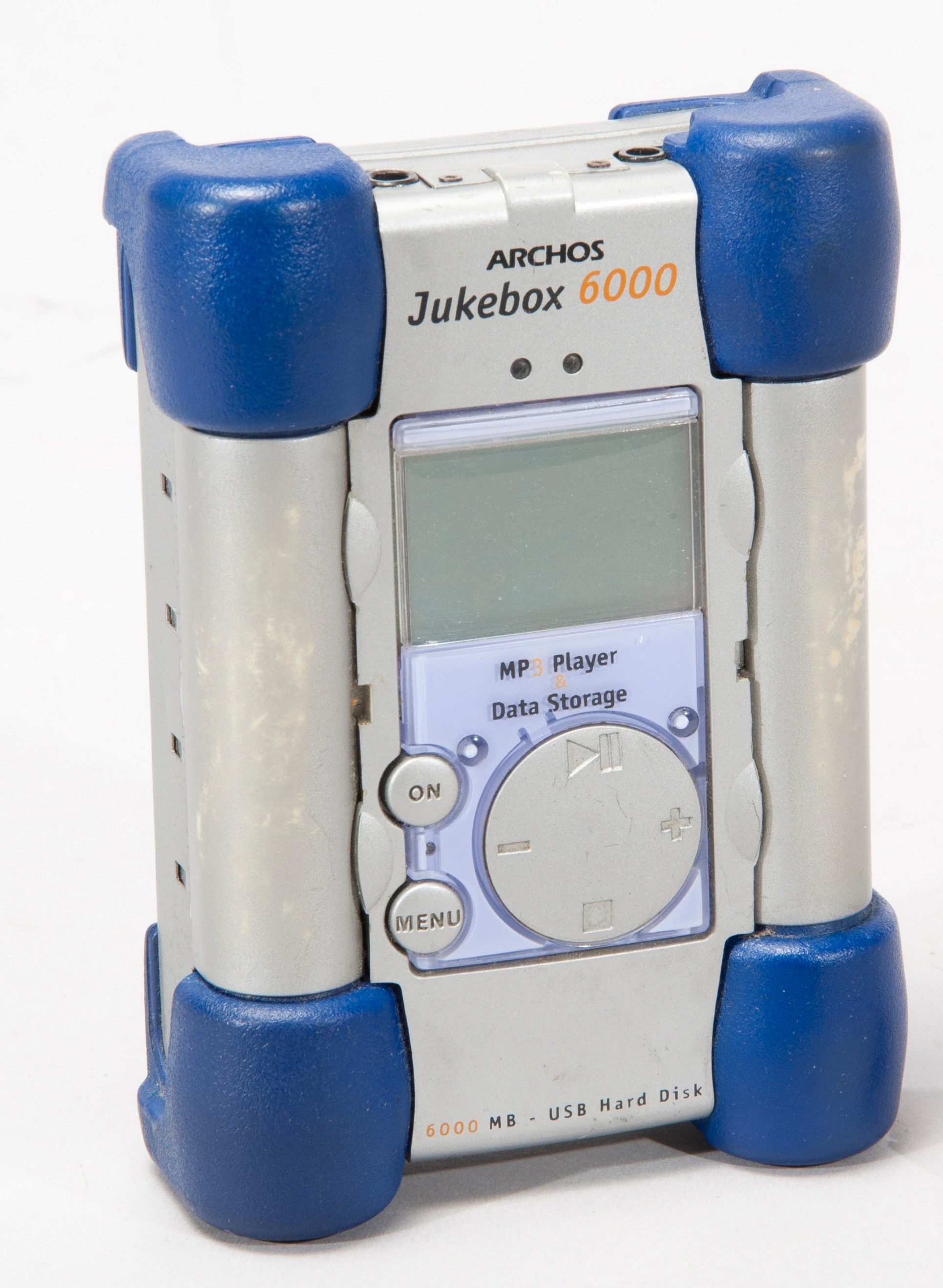
El Archos Jukebox 6000 lanzado a fines de 2001 era un DAP con disco duro, uno de los primeros de su tipo.

En 2002, Archos lanzó el primer "reproductor multimedia portátil" (PMP), el Archos Jukebox Multimedia con una pequeña pantalla a color de 1,5". Desde entonces, los fabricantes han implementado capacidades para ver imágenes y reproducir videos en sus dispositivos. Al año siguiente, Archos lanzó otro jukebox multimedia, el AV300, con una pantalla de 3,8" y un disco duro de 20GB. En el mismo año, Toshiba lanzó el primer Gigabeat. En 2003, Dell lanzó una línea de reproductores portátiles de música digital llamada Dell DJ. Fueron descontinuados en 2006.
El nombre "reproductor MP4" era un término de marketing para los reproductores multimedia portátiles económicos, generalmente de fabricantes de dispositivos genéricos o poco conocidos. El nombre en sí es un nombre inapropiado, ya que la mayoría de los reproductores MP4 hasta 2007 eran incompatibles con MPEG-4 Parte 14 o el formato contenedor.mp4. En cambio, el término se refiere a su capacidad para reproducir más tipos de archivos que solo MP3. En este sentido, en algunos mercados como Brasil, cualquier nueva función añadida a un reproductor multimedia determinado va seguida de un aumento en el número, por ejemplo, un reproductor MP5 o MP12, a pesar de que no existe el estándar MPEG-5 correspondiente ( como el de 2018, el estándar actual, aún en desarrollo, es MPEG-4).
iriver de Corea del Sur fabricaba originalmente reproductores de CD portátiles y luego comenzó a fabricar reproductores de audio digital y reproductores multimedia portátiles a partir de 2002. Creative también presentó la línea ZEN. Ambos alcanzaron una gran popularidad en algunas regiones.
En 2004, Microsoft intentó aprovechar el creciente mercado de PMP al lanzar la plataforma Portable Media Center (PMC). Fue presentado en el Consumer Electronics Show de 2004 con el anuncio del Zen Portable Media Center, que fue desarrollado conjuntamente por Creative. La serie Microsoft Zune se basaría más tarde en el Gigabeat S, uno de los reproductores implementados por PMC.
En mayo de 2005, el fabricante de memoria flash SanDisk ingresó al mercado PMP con la línea de reproductores Sansa, comenzando con la serie e100 y luego siguiendo con la serie m200 y la serie c100.
En 2007, Apple presentó el iPod Touch, el primer iPod con pantalla multitáctil. Ya existían algunos productos similares como el iriver clix en 2006.

### PMP en otras categorías

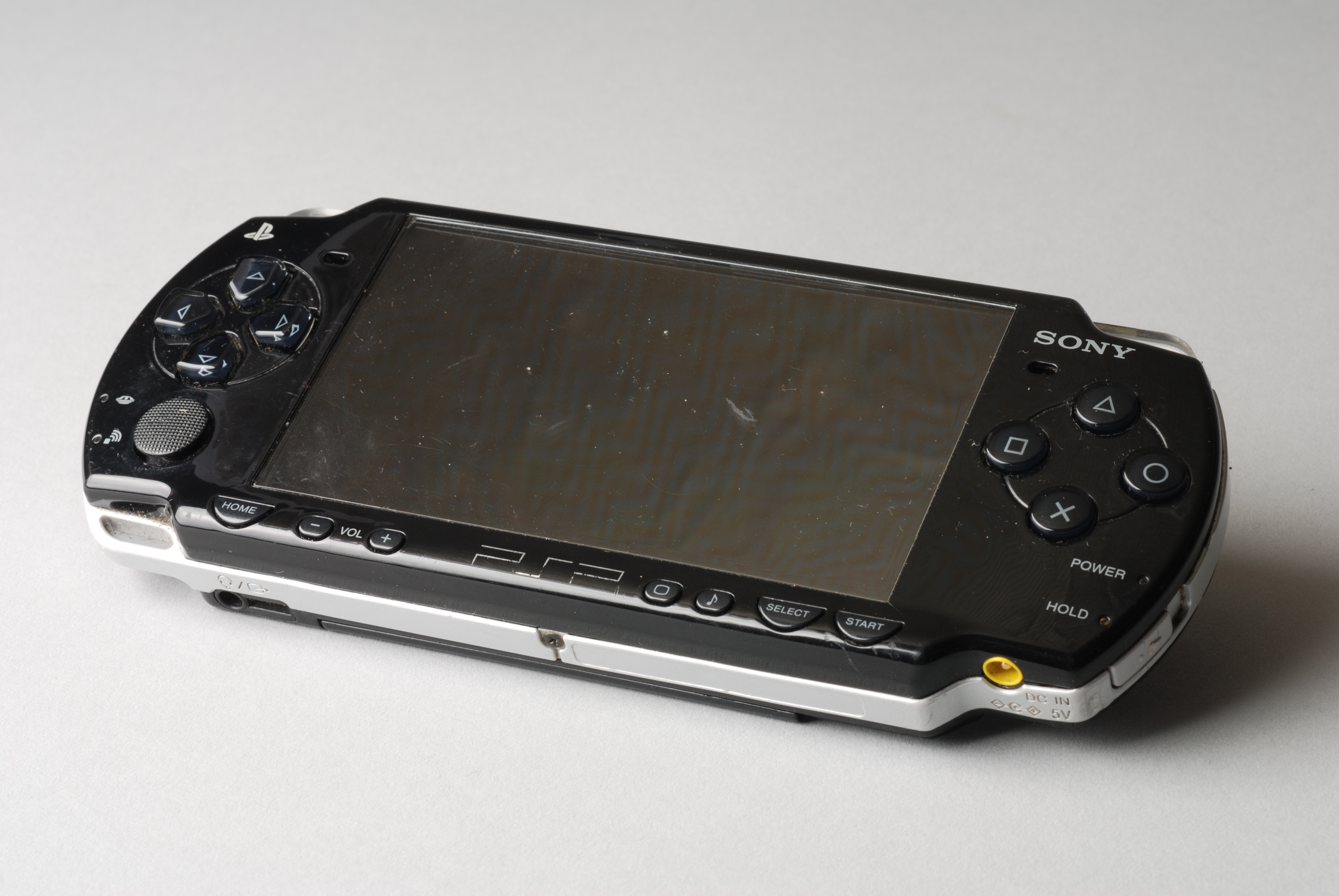
Playstation Portátil

Samsung SPH-M2100, el primer teléfono móvil con reproductor de MP3 incorporado se produjo en Corea del Sur en agosto de 1999. Samsung SPH-M100 (UpRoar), lanzado en 2000, fue el primer teléfono móvil con capacidades de música MP3 en el mercado estadounidense. La innovación se extendió rápidamente por todo el mundo y, en 2005, más de la mitad de toda la música vendida en Corea del Sur se vendió directamente a teléfonos móviles y todos los principales fabricantes de teléfonos móviles del mundo habían lanzado teléfonos con reproducción de MP3. En 2006, se vendieron más teléfonos móviles con reproducción de MP3 que todos los reproductores de MP3 independientes juntos. Apple citó el rápido auge del reproductor multimedia en los teléfonos como una de las principales razones para desarrollar el iPhone. En 2007, la cantidad de teléfonos que podían reproducir medios era más de 1 mil millones.[cita requerida] Algunas empresas han creado submarcas centradas en la música para teléfonos móviles, por ejemplo, la antigua gama Walkman de Sony Ericsson o la gama XpressMusic de Nokia, que tienen un énfasis adicional en la reproducción de música y normalmente tienen funciones como música dedicada. botones.
Los teléfonos móviles con funcionalidades PMP, como la reproducción de video, también comenzaron a aparecer en la década de 2000. Otros productos que no son teléfonos, como PlayStation Portable, también se han considerado PMP.

### Contemporáneo

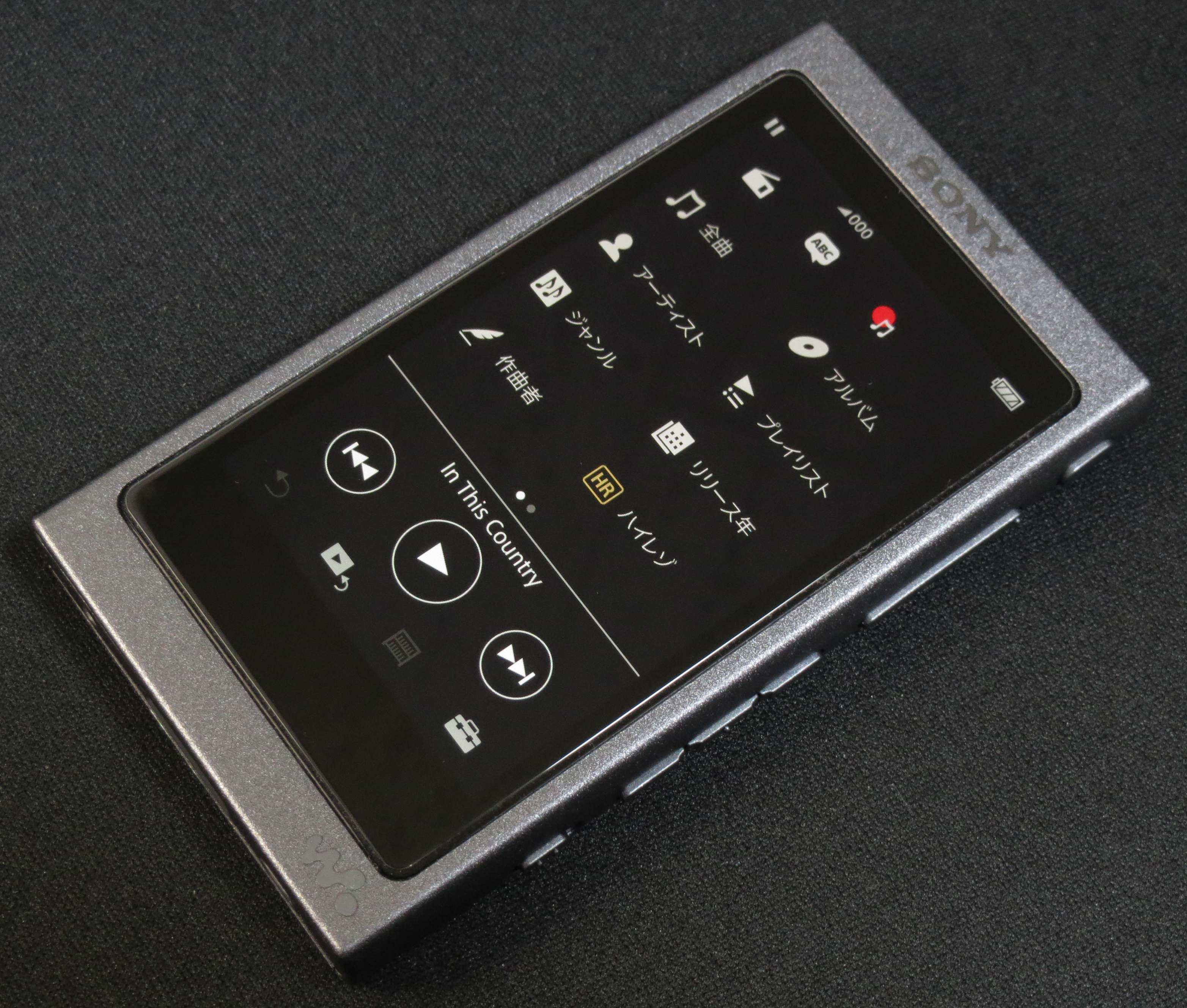
Un reproductor reciente, Sony Walkman NW-A35, que se centra en capacidades audiófilas, como la capacidad de reproducir Direct Stream Digital (DSD)

Los DAP y PMP han perdido popularidad después de finales de la década de 2000 debido a la creciente adopción mundial de teléfonos inteligentes que ya vienen con funcionalidades PMP. Fabricantes como SanDisk, Sony, IRIVER, Philips, Apple, Cowon y una variedad de fabricantes chinos, como Aigo, Newsmy, PYLE y ONDA, continúan fabricando DAP en volúmenes más bajos. A menudo tienen puntos de venta específicos en la era de los teléfonos inteligentes, como la portabilidad (para reproductores de tamaño pequeño) o un sonido de alta calidad adecuado para audiófilos.

## Características típicas
Los PMP son capaces de reproducir audio, imágenes y/o video digital. Por lo general, se utiliza una pantalla de cristal líquido (LCD) a color o una pantalla de diodo orgánico emisor de luz (OLED) como pantalla para los PMP que tienen una pantalla. Varios reproductores incluyen la capacidad de grabar video, generalmente con la ayuda de accesorios o cables opcionales, y audio, con un micrófono incorporado o desde un cable de salida de línea o sintonizador de FM.  Algunos reproductores incluyen lectores de tarjetas de memoria, que se anuncian para equipar a los reproductores con almacenamiento adicional o medios de transferencia. En algunos reproductores se emulan características de un organizador personal, o se incluye soporte para videojuegos, como el iriver clix (mediante compatibilidad de Adobe Flash Lite) o la PlayStation Portable. Solo los reproductores de rango medio a alto admiten "guardar" para el apagado (es decir, deja fuera la canción/video en curso de forma similar a los medios basados en cinta).

### Reproducción de audio

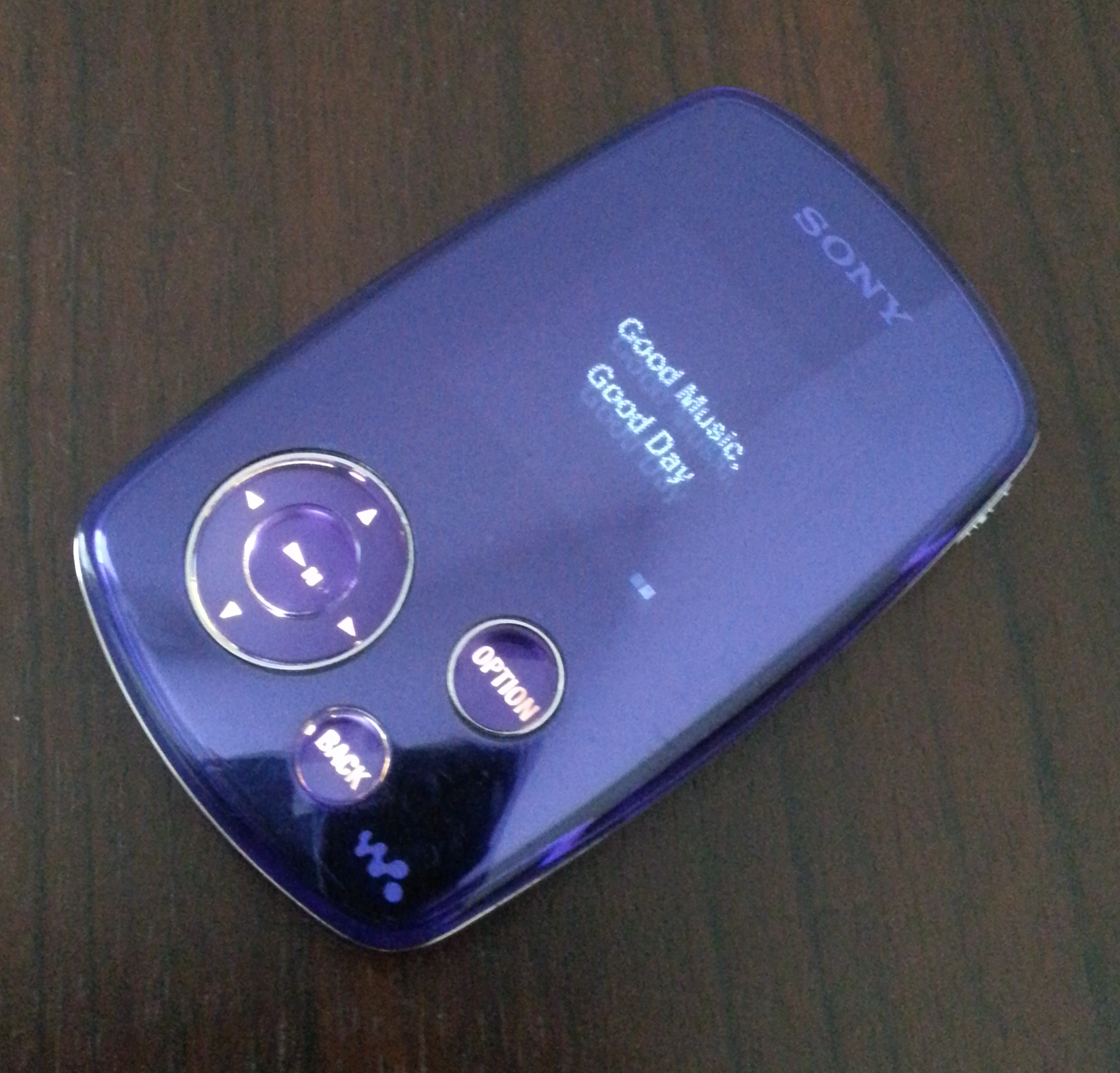
Sony Walkman NW-A1000, uno de los primeros reproductores Walkman que reproducía MP3 junto con el formato patentado ATRAC

Casi todos los jugadores  son compatibles con el formato de audio MP3, y muchos otros son compatibles con Windows Media Audio (WMA), Advanced Audio Coding (AAC) y WAV. Algunos reproductores son compatibles con formatos de código abierto como Ogg Vorbis y Free Lossless Audio Codec (FLAC). Los archivos de audio comprados en tiendas en línea pueden incluir protección de copia de administración de derechos digitales (DRM), que muchos reproductores modernos admiten.

### Visualización de imágenes
El formato JPEG es ampliamente compatible con los reproductores. Algunos reproductores, como la serie iPod, brindan compatibilidad para mostrar formatos de archivo adicionales como GIF, PNG y TIFF, mientras que otros incluyen software de conversión.

### Reproducción de vídeo

Toshiba Gigabeat ejecuta Portable Media Center, lo que permite la reproducción de video

La mayoría de los reproductores más nuevos admiten el formato de video MPEG-4 Parte 2, y muchos otros reproductores son compatibles con Windows Media Video (WMV) y AVI. El software incluido con los reproductores puede convertir archivos de video a un formato compatible.

### Grabación

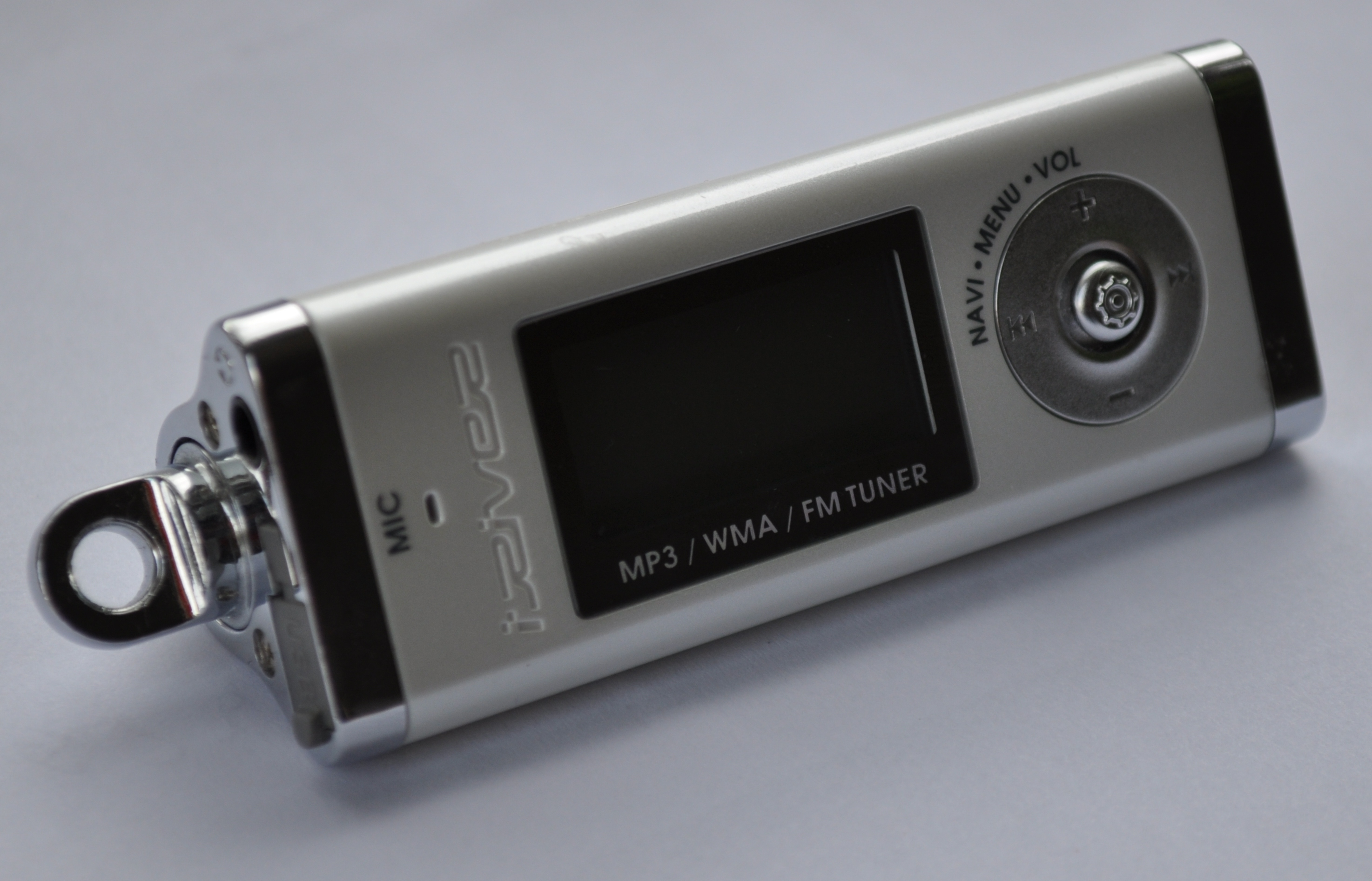
Un reproductor iRiver iFP-190, con un micrófono incorporado para grabación de voz

Muchos jugadores tienen un micrófono electret incorporado que permite grabar. Por lo general, la calidad de grabación es mala, adecuada para el habla pero no para la música. También hay grabadoras de calidad profesional adecuadas para la grabación de música de alta calidad con micrófonos externos, a precios que comienzan en unos pocos cientos de dólares.

### Radio
Algunos DAP tienen sintonizadores de radio FM integrados. Muchos también tienen la opción de cambiar la banda de la habitual 87.5 – 108.0 MHz a la banda japonesa de 76,0 – 90,0 Megahercio. Por lo general, los DAP nunca tienen una banda de AM, ni siquiera HD Radio, ya que tales funciones serían prohibitivas en cuanto a costos para la aplicación o debido a la sensibilidad de la AM a las interferencias.
Los reproductores multimedia portátiles más nuevos ahora vienen con acceso a Internet a través de Wi-Fi. Ejemplos de tales dispositivos son los dispositivos con sistema operativo Android de varios fabricantes y los dispositivos iOS en productos de Apple como el iPhone, el iPod Touch y el iPad. El acceso a Internet incluso ha permitido a las personas usar Internet como una capa de comunicación subyacente para su elección de música para servicios automatizados de aleatorización de música como Pandora, para acceder a videos a pedido (que también tiene música disponible) como YouTube. Esta tecnología ha permitido a los DJ ocasionales y aficionados escuchar sus pistas desde un paquete más pequeño desde una conexión a Internet, a veces usan dos dispositivos idénticos en un mezclador de fundido cruzado. Muchos de estos dispositivos también tienden a ser teléfonos inteligentes.

### Memoria de última posición
Muchos reproductores de medios digitales móviles tienen una memoria de última posición, en la que cuando se apaga, el usuario no tiene que preocuparse por comenzar de nuevo en la primera pista, o incluso escuchar repeticiones de otras canciones cuando una lista de reproducción, álbum o biblioteca completa. se indica para reproducción aleatoria, en la que la reproducción aleatoria también es una característica común. Los primeros dispositivos de reproducción que tenían incluso remotamente una "memoria de última posición" anterior a los dispositivos de reproducción de medios digitales de estado sólido eran medios basados en cinta, excepto que este tipo sufría por tener que ser "rebobinado", mientras que los medios basados en disco no tenían "última memoria" nativa. memoria de posición", a menos que los reproductores de discos tuvieran su propia memoria de última posición. Sin embargo, algunos modelos de memoria flash de estado sólido (o unidades de disco duro con algunas partes móviles) son algo "lo mejor de ambos mundos" en el mercado.

### Misceláneas
El firmware de los reproductores multimedia puede estar equipado con un administrador de archivos básico y un lector de texto.

## Formatos de audio comunes
Hay tres categorías de formatos de audio:
- Audio PCM sin comprimir: la mayoría de los reproductores también pueden reproducir PCM sin comprimir en un contenedor como WAV o AIFF.
- Formatos de audio sin pérdida: estos formatos mantienen la calidad de alta fidelidad de cada canción o disco. Estos son los que usan los CD, muchas personas recomiendan el uso de formatos de audio sin pérdida para preservar la calidad del CD en archivos de audio en una computadora de escritorio. Algunos de ellos son: Apple Lossless (formato propietario) y FLAC (Royalties free) son formatos cada vez más populares para la compresión sin pérdidas, que mantienen la calidad Hi-fi.
- Formatos de compresión con pérdida : la mayoría de los formatos de audio utilizan compresión con pérdida para producir un archivo lo más pequeño posible compatible con la calidad de sonido deseada. Existe un equilibrio entre el tamaño y la calidad del sonido de los archivos comprimidos con pérdida; la mayoría de los formatos permiten diferentes combinaciones; por ejemplo, los archivos MP3 pueden usar entre 32 (peor), 128 (razonable) y 320 (mejor) kilobits por segundo.[45]

También hay formatos con pérdida libres de regalías como Vorbis para música en general y Speex y Opus para grabaciones de voz. Al "extraer" música de CD, muchas personas recomiendan el uso de formatos de audio sin pérdida para conservar la calidad del CD en archivos de audio en un escritorio y para transcodificar la música a formatos de compresión con pérdida cuando se copian en un reproductor portátil. Los formatos admitidos por un reproductor de audio en particular dependen de su firmware; a veces, una actualización de firmware agrega más formatos. MP3 y AAC son formatos dominantes, y casi universalmente soportados.

## Software

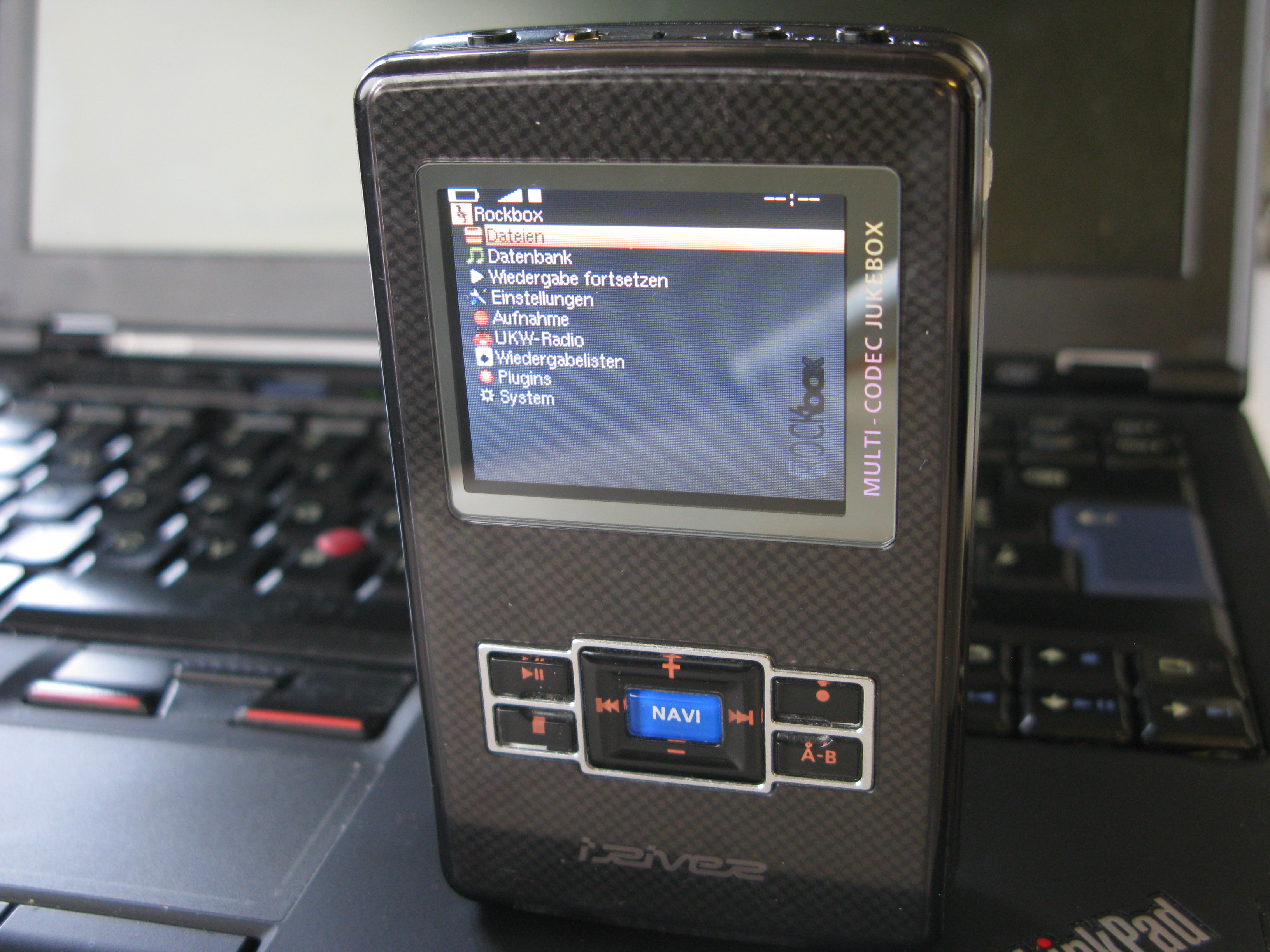
Rockbox, un popular firmware gratuito y de código abierto para varios PMP

Los PMP se empaquetaron anteriormente con un CD/DVD de instalación que inserta controladores de dispositivo (y para algunos reproductores, software que es capaz de transferir archivos sin problemas entre el reproductor y la computadora). Sin embargo, para reproductores posteriores, estos suelen estar disponibles en línea a través de los sitios web de los fabricantes, o cada vez más reconocidos de forma nativa por el sistema operativo a través de Universal Mass Storage (UMS) o Media Transfer Protocol (MTP).

## Hardware
- Almacenamiento

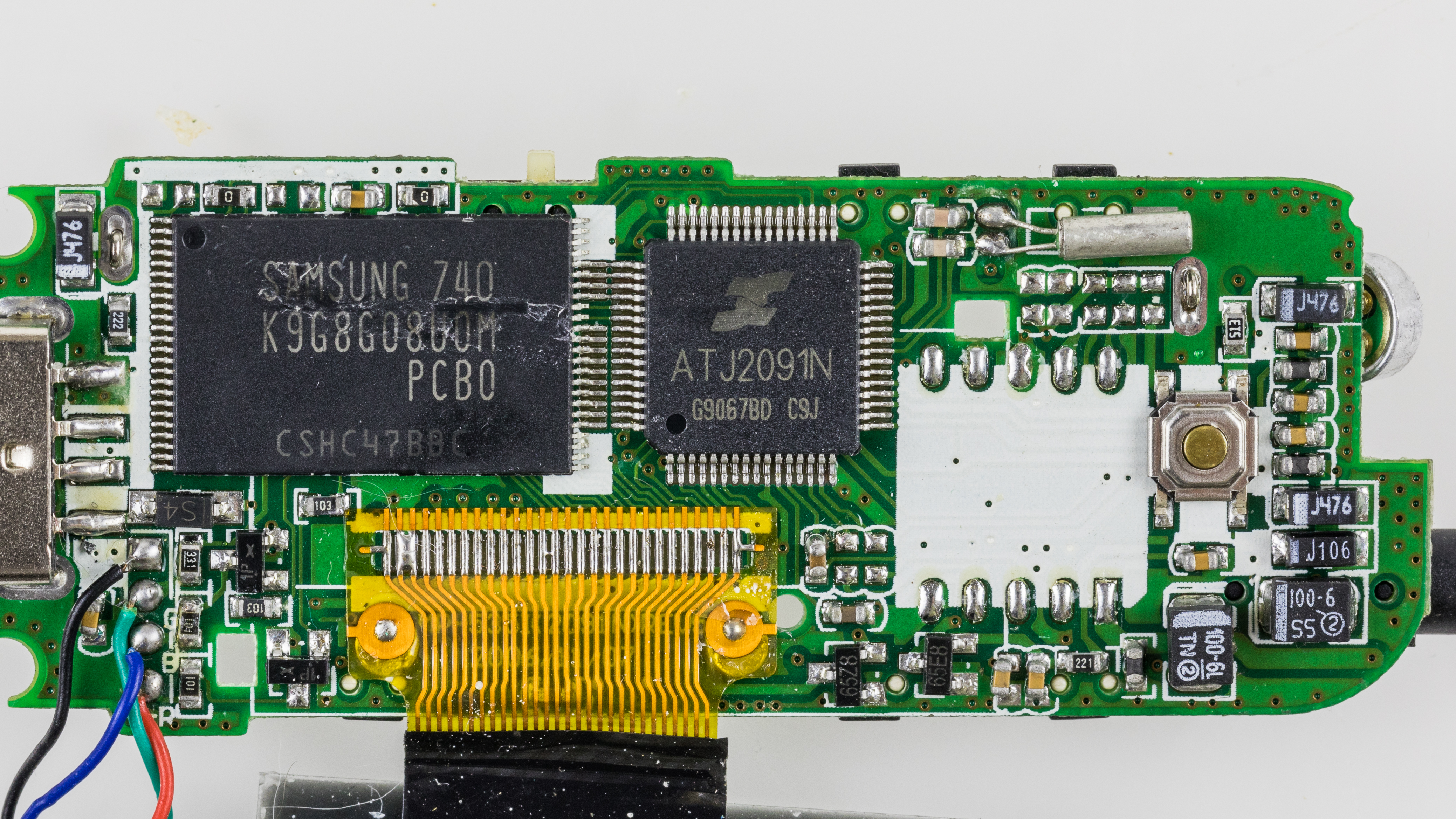
Interior de un pequeño DAP basado en flash sin marca

Al igual que con los DAP, los PMP vienen en almacenamiento flash o en disco duro. Las capacidades de almacenamiento han alcanzado hasta 64 GB para PMP basados en memoria flash, alcanzados por primera vez por el iPod Touch de tercera generación, y hasta 1 TB para PMP de unidades de disco duro, logrado por primera vez por Archos 5 Internet Tablet.
Varios reproductores admiten ranuras para tarjetas de memoria, incluidas CompactFlash (CF), Secure Digital (SD) y Memory Sticks. Se utilizan para transferir contenido directamente desde dispositivos externos y ampliar la capacidad de almacenamiento de los PMP.
Un PMP estándar usa un D-pad de 5 vías para navegar. Se han utilizado muchas alternativas, sobre todo la rueda y los mecanismos táctiles que se ven en los reproductores de las series iPod y Sansa. Otro mecanismo popular es el swipe-pad, o 'squircle', visto por primera vez en el Zune. Los botones adicionales se ven comúnmente para funciones como el control de volumen.
Los tamaños van hasta el 7 pulgadas (18 cm). Las resoluciones también varían, subiendo a WVGA. La mayoría de las pantallas vienen con una profundidad de color de 16 bits, pero los dispositivos orientados a video de mayor calidad pueden variar hasta 24 bits, también conocido como color verdadero, con la capacidad de mostrar 16.7 millones de colores distintos. Las pantallas suelen tener un acabado mate, pero también pueden ser brillantes para aumentar la intensidad y el contraste del color. Cada vez más dispositivos vienen ahora con pantalla táctil como una forma de entrada principal o alternativa. Esto puede ser por conveniencia o por motivos estéticos. Ciertos dispositivos, por otro lado, no tienen pantalla alguna, lo que reduce los costos a expensas de la facilidad de navegación a través de la biblioteca de medios.
- Radio

Algunos reproductores de medios portátiles incluyen un receptor de radio y, con mayor frecuencia, reciben FM. Las funciones para recibir señales de estaciones de FM en reproductores de MP3 son comunes en modelos más prémium.
- Otras características

Algunos reproductores multimedia portátiles han agregado funciones recientemente, como una cámara simple, emulación de juegos integrada (reproducción de Nintendo Entertainment System u otros formatos de juegos a partir de imágenes ROM) y lectores y editores de texto simples. Los PMP más nuevos han podido decir la hora e incluso ajustarla automáticamente de acuerdo con la recepción de radio, y algunos dispositivos como el iPod Nano de sexta generación incluso tienen correas de reloj de pulsera disponibles.
Los reproductores MP4 modernos pueden reproducir video en una multitud de formatos de video sin necesidad de convertirlos previamente o reducir su tamaño antes de reproducirlos. Algunos reproductores MP4 poseen puertos USB que permiten a los usuarios conectarlos a una computadora personal para descargar archivos. Algunos modelos también tienen ranuras para tarjetas de memoria para ampliar la memoria del reproductor en lugar de almacenar archivos en la memoria integrada.

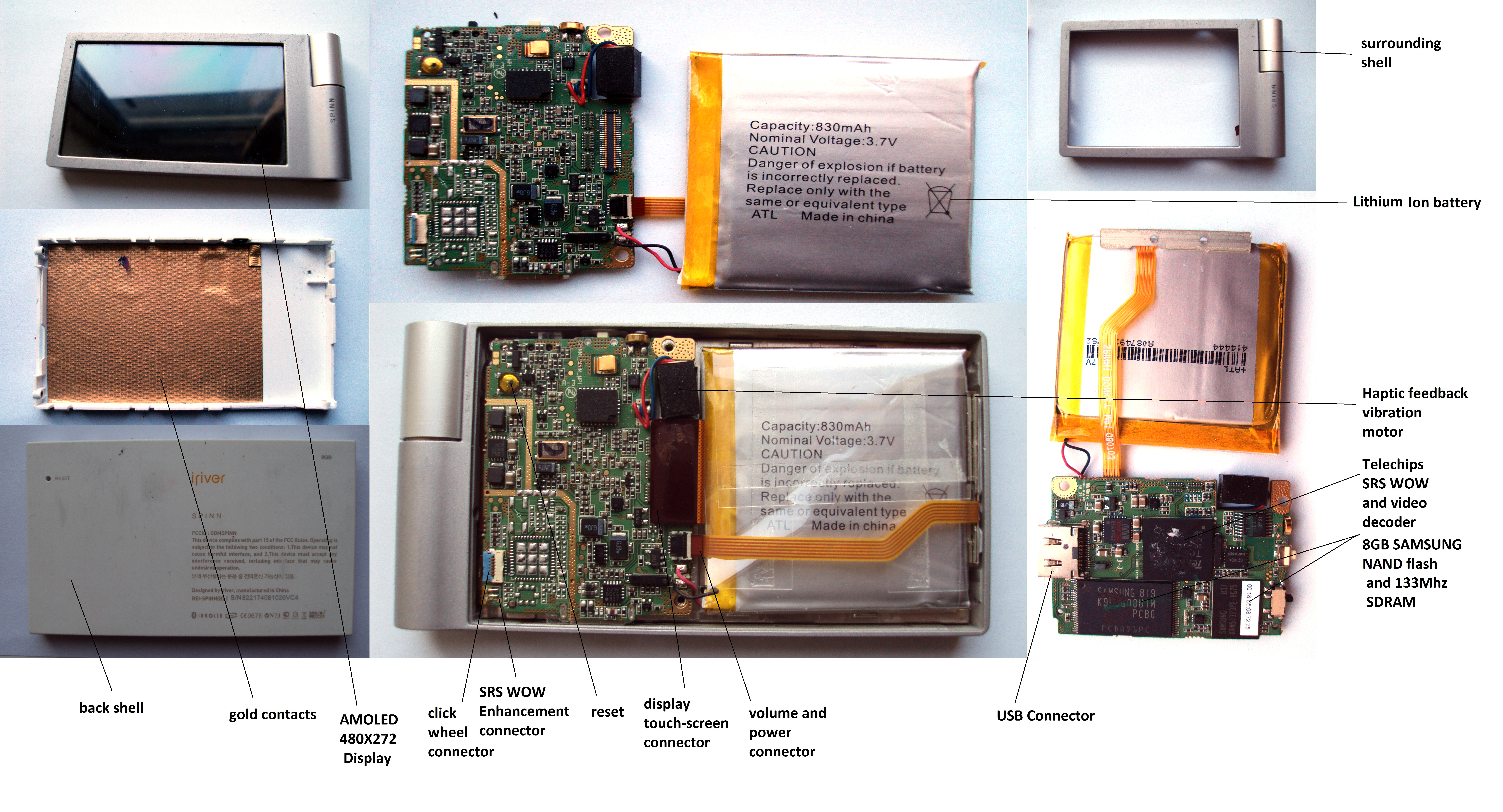
El reproductor multimedia portátil Iriver SPINN cuenta con almacenamiento Samsung y un procesador Telechips. También cuenta con pantalla táctil y un mecanismo de rueda de clic para la navegación. El SPINN implementa retroalimentación háptica al vibrar con la entrada del usuario. Las capacidades de hardware adicionales le permiten decodificar el formato MPEG-4 Parte 2 y reproducir audio usando SRS WOW.

### Conjuntos de chips
Conjuntos de chips y formatos de archivo que son específicos de algunos PMP:
- Anyka es un chip que utilizan muchos reproductores MP4. Admite los mismos formatos que Rockchip.
- El procesamiento de video de Fuzhou Rockchip Electronics, Rockchip, se ha incorporado en muchos reproductores MP4 y admite AVI sin marcos B en MPEG-4 Parte 2 (no Parte 14), mientras que se usa compresión de audio MP2.[48] El clip debe rellenarse, si es necesario, para adaptarse a la resolución de la pantalla. Cualquier pequeña desviación del formato admitido da como resultado un mensaje de error de Formato no admitido.
- Algunos reproductores, como el Onda VX979+, han comenzado a usar conjuntos de chips de Ingenic, que son capaces de admitir los formatos de video de RealNetworks.[49] Además, los reproductores con tecnología basada en SigmaTel son compatibles con SMV (SigmaTel Video).

#### AMV

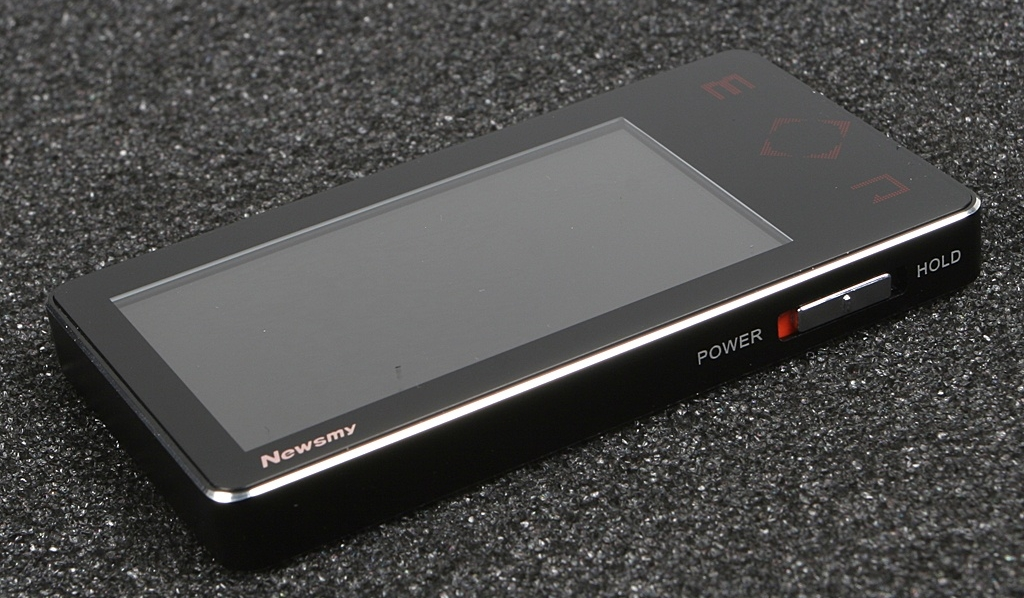
Un "reproductor MP4" de Newsmy, un importante fabricante de PMP en China

El algoritmo de compresión de imágenes de este formato es ineficiente según los estándares modernos (alrededor de 4 píxeles por byte, en comparación con más de 10 píxeles por byte para MPEG-2. Hay un rango fijo de resoluciones (96 × 96 a 208 × 176 píxeles) y velocidades de fotogramas (12 o 16 fotogramas) disponibles. Un video de 30 minutos tendría un tamaño de archivo de aproximadamente 100 MB con una resolución de 160 × 120.

#### MTV
El formato de video MTV (sin relación con la red de cable) consta de un encabezado de archivo de 512 bytes que funciona al mostrar una serie de cuadros de imagen sin procesar durante la reproducción de MP3. Durante este proceso, los cuadros de audio pasan al decodificador del conjunto de chips, mientras que el puntero de memoria del hardware de la pantalla se ajusta a la siguiente imagen dentro del flujo de video. Este método no requiere hardware adicional para la decodificación, aunque conducirá a una mayor cantidad de consumo de memoria. Por esa razón, la capacidad de almacenamiento de un reproductor MP4 que utiliza archivos MTV es menor que la de un reproductor que descomprime archivos sobre la marcha.

## Operación

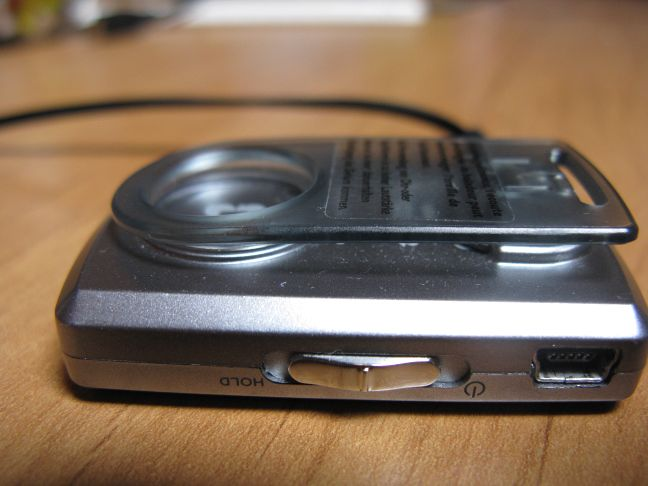
Un reproductor Sansa Clip con un clip para colocar en la ropa de una persona

El muestreo digital se utiliza para convertir una onda de audio en una secuencia de números binarios que se pueden almacenar en un formato digital, como MP3. Las características comunes de todos los reproductores de MP3 son un dispositivo de almacenamiento de memoria, como una memoria flash o una unidad de disco duro en miniatura, un procesador integrado y un microchip de códec de audio para convertir el archivo comprimido en una señal de sonido analógica. Durante la reproducción, los archivos de audio se leen desde el almacenamiento en un búfer de memoria basado en RAM y luego se transmiten a través de un códec de audio para producir audio PCM decodificado. Por lo general, los formatos de audio se decodifican entre el doble y más de 20 veces la velocidad real en procesadores electrónicos portátiles, lo que requiere que la salida del códec se almacene durante un tiempo hasta que el DAC pueda reproducirla. Para ahorrar energía, los dispositivos portátiles pueden pasar gran parte o casi todo su tiempo en un estado inactivo de bajo consumo mientras esperan que el DAC agote el búfer PCM de salida antes de encenderse brevemente para decodificar audio adicional.
La mayoría de los DAP funcionan con baterías recargables, algunas de las cuales no son reemplazables por el usuario. tienen un conector estéreo de 3.5 mm; la música se puede escuchar con auriculares o audífonos, o se puede reproducir a través de un amplificador y parlantes externos. Algunos dispositivos también contienen altavoces internos, a través de los cuales se puede escuchar música, aunque estos altavoces incorporados suelen ser de muy baja calidad.

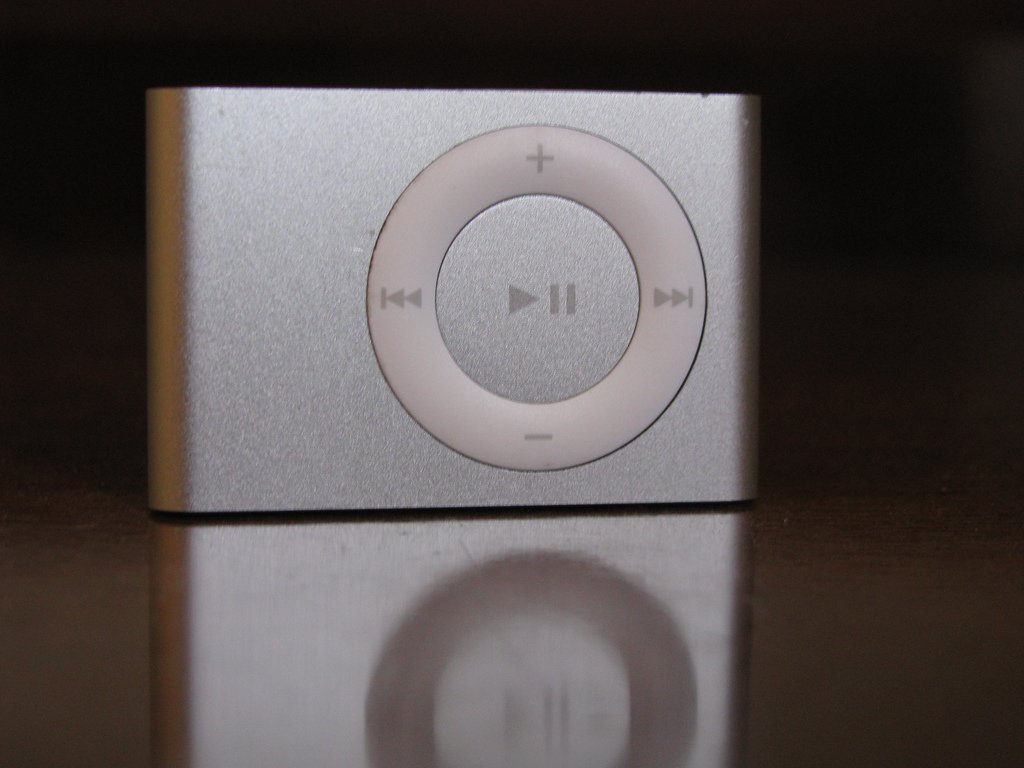
Un iPod Shuffle DAP, sin pantalla

Casi todos los DAP consisten en algún tipo de pantalla de visualización, aunque hay excepciones, como el iPod Shuffle, y un conjunto de controles con los que el usuario puede navegar a través de la biblioteca de música contenida en el dispositivo, seleccionar una pista y reproducirla. espalda. La pantalla, si la unidad tiene una, puede ser cualquier cosa, desde una simple pantalla LCD monocromática de una o dos líneas, similar a la que se encuentra en las típicas calculadoras de bolsillo, hasta pantallas grandes, de alta resolución y a todo color capaces de mostrar fotografías o ver contenido de video en. Los controles pueden variar desde los botones simples que se encuentran en la mayoría de los reproductores de CD típicos, como para saltar pistas o detener/iniciar la reproducción, hasta controles de pantalla táctil completos, como los que se encuentran en el iPod Touch o el Zune HD. Uno de los métodos de control más comunes es algún tipo de rueda de desplazamiento con botones asociados. Este método de control se introdujo por primera vez con el iPod de Apple y muchos otros fabricantes han creado variantes de este esquema de control para sus respectivos dispositivos.

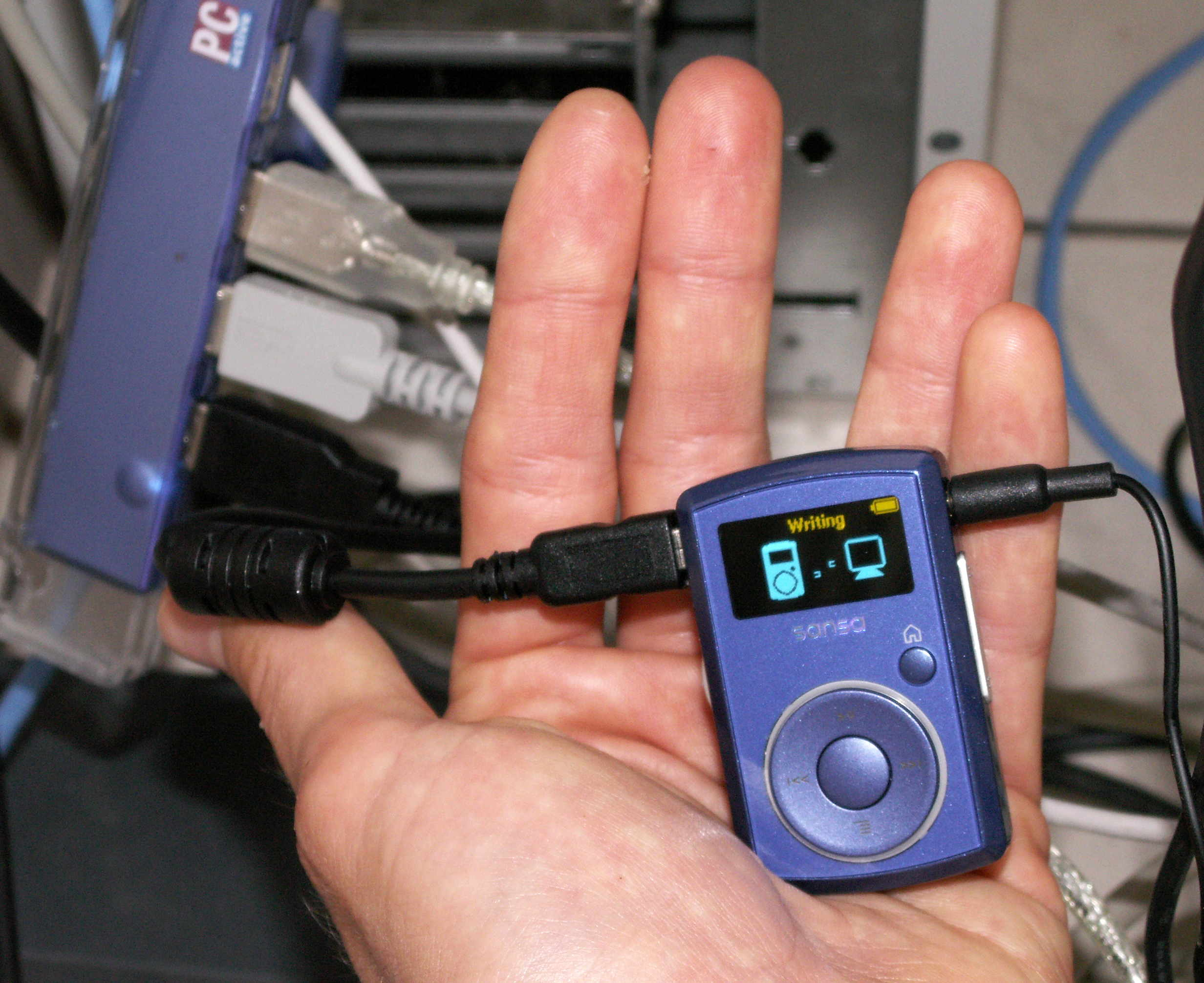
Conexión de una computadora a un Sansa Clip DAP para transferir contenido mediante "sincronización"

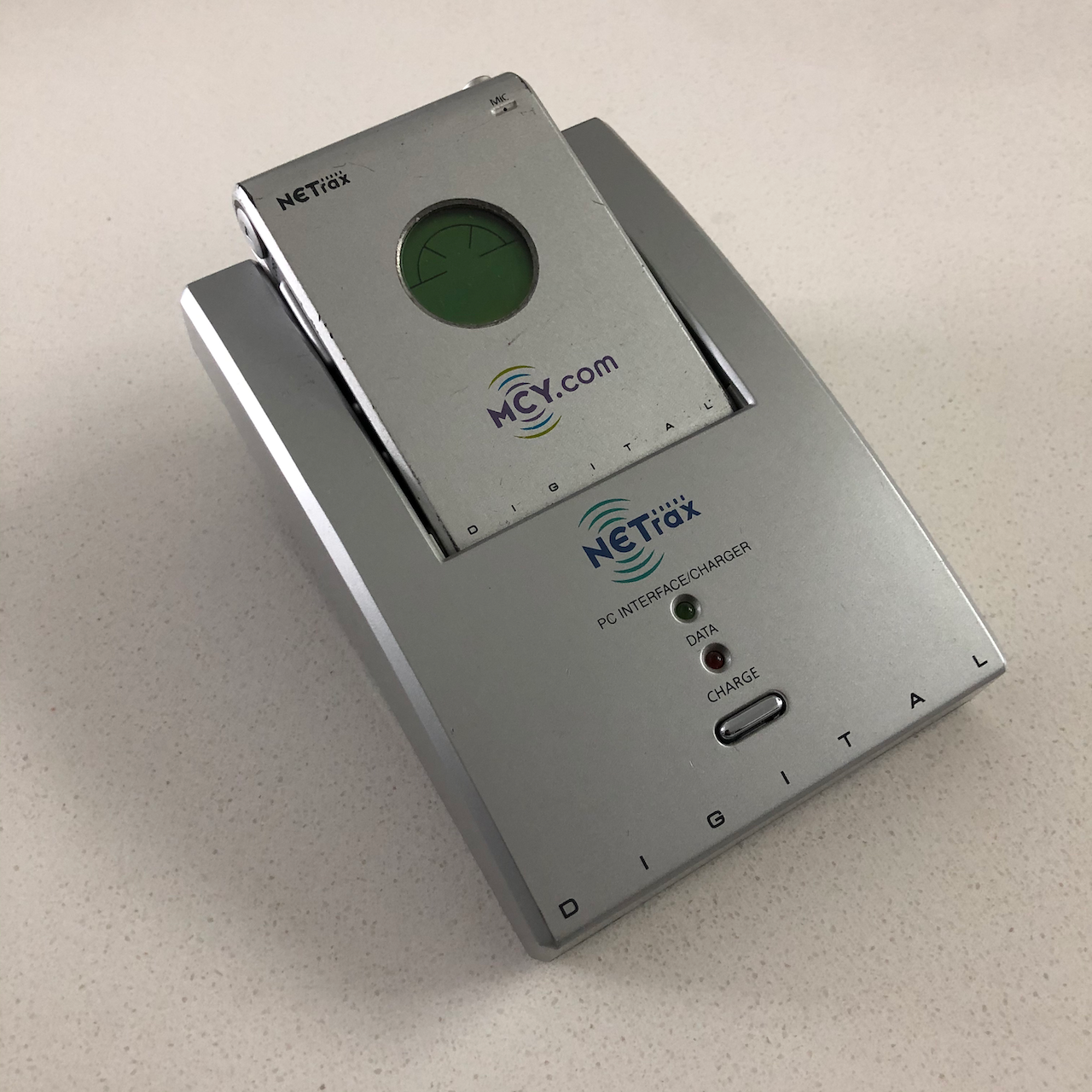
Uno de los primeros DAP (NETrax, de 1999) en su estación de acoplamiento dedicada para cargar y conectar a una PC

El contenido se coloca en los DAP generalmente a través de un proceso llamado "sincronización", conectando el dispositivo a una computadora personal, generalmente a través de USB, y ejecutando cualquier software especial que a menudo se proporciona con el DAP en un CD-ROM incluido con el dispositivo, o descargado del sitio web del fabricante. Algunos dispositivos simplemente aparecen como una unidad de disco adicional en la computadora host, a la cual los archivos de música simplemente se copian como cualquier otro tipo de archivo. Otros dispositivos, sobre todo el iPod de Apple o Microsoft Zune, requieren el uso de un software de gestión especial, como iTunes o Zune Software, respectivamente. La música u otro contenido, como episodios de TV o películas, se agrega al software para crear una "biblioteca". Luego, la biblioteca se "sincroniza" con el DAP a través del software. El software generalmente brinda opciones para administrar situaciones en las que la biblioteca es demasiado grande para caber en el dispositivo con el que se sincroniza. Tales opciones incluyen permitir la sincronización manual, en la que el usuario puede "arrastrar y soltar" manualmente las pistas deseadas en el dispositivo, o permitir la creación de listas de reproducción. Además de la conexión USB, algunas de las unidades más avanzadas ahora están comenzando a permitir la sincronización a través de una conexión inalámbrica, como a través de Wi-Fi o Bluetooth.
El contenido también se puede obtener y colocar en algunos DAP, como el iPod Touch o Zune HD, al permitir el acceso a una "tienda" o "mercado", en particular, iTunes Store o Zune Marketplace, desde donde el contenido, como música y video, e incluso juegos, se pueden comprar y descargar directamente al dispositivo.

## Procesamiento de señales digitales
Un número creciente de reproductores multimedia portátiles incluyen chips de procesamiento de audio que permiten efectos digitales como efectos de audio 3D, compresión de rango dinámico y ecualización de la respuesta de frecuencia. Algunos dispositivos ajustan el volumen en función de las curvas de Fletcher-Munson. Algunos reproductores multimedia se utilizan con auriculares con cancelación de ruido que utilizan la reducción de ruido activa para eliminar el ruido de fondo.

### Modo de eliminación de ruido
El modo de reducción de ruido es una alternativa a la reducción de ruido activa. Proporciona una escucha de audio relativamente libre de ruido en un entorno ruidoso. En este modo, se mejora la inteligibilidad del audio debido a la reducción de ganancia selectiva del ruido ambiental. Este método divide las señales externas en componentes de frecuencia mediante un "banco de filtros" (según las peculiaridades de la percepción humana de frecuencias específicas) y las procesa mediante compresores de audio adaptativos. Los umbrales de funcionamiento de los compresores de audio adaptables (a diferencia de los compresores "normales") se regulan en función de los niveles de ruido ambiental para cada ancho de banda específico. La remodelación de la señal procesada de las salidas del compresor adaptativo se realiza en un banco de filtros de síntesis. Este método mejora la inteligibilidad de las señales de voz y la música. El mejor efecto se obtiene escuchando audio en un entorno con ruido constante (en trenes, automóviles, aviones) o en entornos con niveles de ruido fluctuantes (p. ej., en un metro). La mejora de la inteligibilidad de la señal en condiciones de ruido ambiental permite a los usuarios escuchar bien el audio y preservar la capacidad auditiva, en contraste con la amplificación de volumen regular.

### Modo natural
El modo natural se caracteriza por el efecto subjetivo del equilibrio de diferentes frecuencias de sonido, independientemente del nivel de distorsión, que aparece en el dispositivo de reproducción. También es independiente de la capacidad del usuario personal para percibir frecuencias de sonido específicas (excluyendo la pérdida auditiva obvia). El efecto natural se obtiene gracias a un algoritmo especial de procesamiento de sonido (es decir, "fórmula de ecualización subjetiva de la función de respuesta de frecuencia"). Su principio es evaluar la función de respuesta de frecuencia (FRF) del reproductor multimedia o cualquier otro dispositivo de reproducción de sonido, de acuerdo con el umbral de audibilidad en silencio (subjetivo para cada persona), y aplicar el factor de modificación de ganancia. El factor se determina con la ayuda de la función integrada para probar el umbral de audibilidad: el programa genera señales de tono (con oscilaciones divergentes, desde un volumen mínimo de 30 a 45 Hz al volumen máximo aprox. dieciséis kHz), y el usuario evalúa su audibilidad subjetiva. El principio es similar a la audiometría in situ, utilizada en medicina para prescribir un audífono. Sin embargo, los resultados de la prueba se pueden utilizar de forma limitada en la medida en que la FRF de los dispositivos de sonido dependa del volumen de reproducción. Significa que el coeficiente de corrección debe determinarse varias veces, para varias intensidades de señal, lo que no es un problema particular desde un punto de vista práctico.

### Modo de sonido alrededor
El modo Sound around permite la superposición en tiempo real de la música y los sonidos que rodean al oyente en su entorno, que son capturados por un micrófono y mezclados con la señal de audio. Como resultado, el usuario puede escuchar música y sonidos externos del en torno al mismo tiempo. Esto puede aumentar la seguridad del usuario (especialmente en las grandes ciudades y calles concurridas), ya que un usuario puede escuchar a un ladrón siguiéndolo o escuchar un automóvil que se aproxima.

## Controversia
Aunque estos temas no suelen ser controvertidos dentro de los reproductores de audio digital, son asuntos de controversia y litigio continuos, que incluyen, entre otros, la distribución y protección de contenido y la gestión de derechos digitales (DRM).

### Demanda con RIAA
La Recording Industry Association of America (RIAA) presentó una demanda a finales de 1998 contra Diamond Multimedia por sus reproductores Rio, alegando que el dispositivo fomentaba la copia ilegal de música. Pero Diamond obtuvo una victoria legal sobre los hombros de Sony Corp. v. El caso de Universal City Studios y los DAP se declararon legalmente como dispositivos electrónicos.

### Riesgo de daño auditivo
De acuerdo con el Comité Científico sobre Riesgos para la Salud Emergentes y Recientemente Identificados, el riesgo de daño auditivo de los reproductores de audio digital depende tanto del nivel de sonido como del tiempo de escucha. Es poco probable que los hábitos de escucha de la mayoría de los usuarios causen pérdida de audición, pero algunas personas ponen en riesgo su audición porque configuran el control de volumen muy alto o escuchan música a niveles altos durante muchas horas al día. Dichos hábitos de escucha pueden provocar pérdida de audición temporal o permanente, tinnitus y dificultades para comprender el habla en entornos ruidosos. La Organización Mundial de la Salud advierte que el uso creciente de auriculares y audífonos pone 1.1 millones de adolescentes y adultos jóvenes en riesgo de pérdida auditiva debido al uso inseguro de dispositivos de audio personales. Muchos teléfonos inteligentes y reproductores multimedia personales se venden con auriculares que bloquean mal el ruido ambiental, lo que lleva a algunos usuarios a subir el volumen al máximo para ahogar el ruido de la calle. Las personas que escuchan sus reproductores multimedia en viajes al trabajo abarrotados a veces reproducen música a un volumen alto sienten una sensación de separación, libertad y escape de su entorno.

La Organización Mundial de la Salud recomienda que "el nivel más alto permitido de exposición al ruido en el lugar de trabajo sea de 85 dB hasta un máximo de ocho horas por día" y que se limite el tiempo en "discotecas, bares y eventos deportivos" porque pueden exponer a los clientes a niveles de ruido de 10 dB. 
El informe también recomienda que los gobiernos aumenten la conciencia sobre la pérdida auditiva y recomienden que las personas visiten a un especialista en audición si experimentan síntomas de pérdida auditiva, que incluyen dolor, pitidos o zumbidos en los oídos.
Un estudio realizado por el Instituto Nacional para la Seguridad y Salud Ocupacional encontró que los empleados de bares, clubes nocturnos u otros lugares de música estaban expuestos a niveles de ruido por encima de los límites recomendados internacionalmente de 82–85 dB por ocho horas. Este fenómeno creciente ha llevado a la acuñación del término pérdida auditiva inducida por la música, que incluye la pérdida auditiva como resultado de la sobreexposición a la música en reproductores multimedia personales.

### Problemas de la FCC
Algunos reproductores de MP3 tienen transmisores de electroimán, así como receptores. Muchos reproductores de MP3 tienen radios FM integradas, pero los transmisores FM no suelen estar integrados debido a la responsabilidad de la retroalimentación del transmisor por la transmisión y recepción simultáneas de FM. Además, ciertas funciones como Wi-Fi y Bluetooth pueden interferir con los sistemas de comunicaciones de nivel profesional, como los aviones en los aeropuertos.